# Département de Sarmiento (Chubut)
Pour les articles homonymes, voir Sarmiento.
Le département de Sarmiento est une des 15 subdivisions de la province de Chubut, en Argentine. Son chef-lieu est la petite ville de Sarmiento.
Le département a une superficie de 14 563 km2. Sa population était de 8 724 habitants, selon le recensement de 2001.

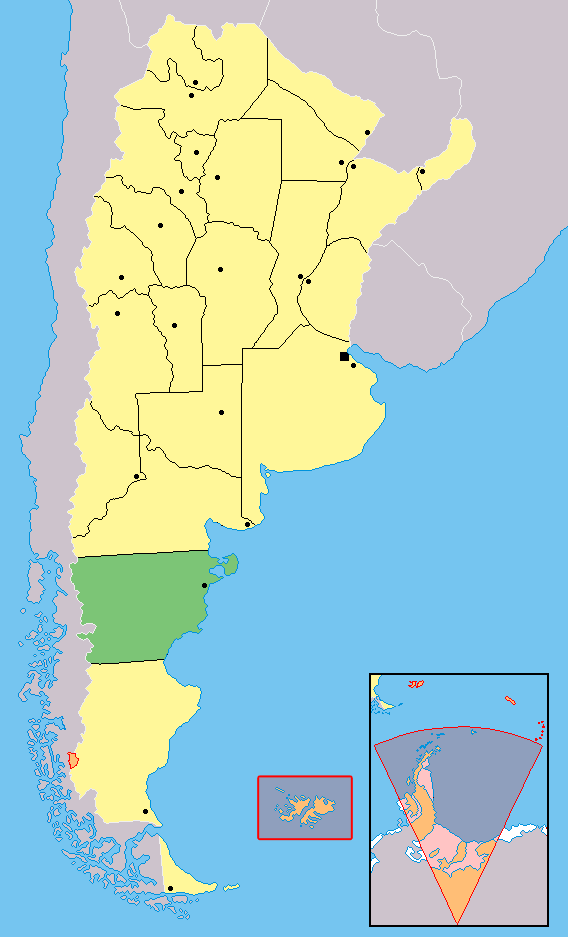
Localisation de la province de Chubut.

## Villes et localités
- Buen Pasto
- Sarmiento, chef-lieu